# エムカテラ
エムカテラ（英語: M.KATERA microscope）とは、日本産の光学顕微鏡である。

## 歴史
- 1910年（明治43年） - 加藤嘉吉（レンズ担当）と神藤新吉（機械担当）が共同で顕微鏡の作成に着手[1]。
- 1912年（大正元年） - 寺田新太郎の尽力もあり、完成[1]。
- 1914年（大正3年） - 東京大正博覧会に出品したところ、松本福松の目にとまり[1]、3人の交渉の結果「エムカテラM.KATERA」として9月に松本が資金援助していたオリンパスで発売[2]。

このころは第一次世界大戦でこのころ人気のドイツ製顕微鏡の輸入がストップしたため、爆発的に売れた。

## 名前の由来
エムカテラの製作者、松本（MATSUMOTO）、加藤（KATO）、寺田（TERADA）の頭文字をとったもの。また、この頃は「外国のものは良いもの」というイメージがあったため、よく売れるように外国製みたいな名前にしようという意図もある。

## 使用場所
医学関係や学校教育に使われたほか、養蚕業では蚕がかかる微粒子病を未然に防ぐためこれが検査に使われた。

## 構造
真鍮・鉄製で、今の顕微鏡にもある反射鏡、接眼レンズ（3本）、ピント調節ネジなどがある。対物レンズは型により1~3つある。レンズの組み合わせによって倍率は約600倍にもなる。高さ30センチメートル。
鏡筒（接眼レンズと対物レンズの間）には「M&KATERA TOKYO NO.○○○」というロゴが彫ってある。